# Spiele der kleinen Staaten von Europa 2011/Tennis
Bei den XIV. Spielen der kleinen Staaten von Europa in Liechtenstein wurden die Tennis-Wettbewerbe vom 1. bis 4. Juni 2011 im Tenniscenter Bannholz in Vaduz ausgetragen. Stephanie Vogt aus Liechtenstein gewann sowohl im Einzel-, im Doppel- sowie in der Mixedkonkurrenz die Goldmedaille.

## Männer

### Einzel
| Platz | Land             | Athlet                           |
| ----- | ---------------- | -------------------------------- |
| 1     | San Marino       | Stefano Galvani                  |
| 2     | Monaco           | Benjamin Balleret                |
| 3     | Luxemburg Monaco | Mike Vermeer Guillaume Couillard |

### Doppel
| Platz | Land                | Athleten                                             |
| ----- | ------------------- | ---------------------------------------------------- |
| 1     | Monaco              | Guillaume Couillard Thomas Oger                      |
| 2     | San Marino          | Stefano Galvani Domenico Vicini                      |
| 3     | Malta Liechtenstein | Matthew Asciak Nick Camilleri Timo Kranz Jirka Lokaj |

## Frauen

### Einzel
| Platz | Land                      | Athletin                      |
| ----- | ------------------------- | ----------------------------- |
| 1     | Liechtenstein             | Stephanie Vogt                |
| 2     | Liechtenstein             | Kathinka von Deichmann        |
| 3     | Zypern Republik Luxemburg | Mara Argyriou Claudine Schaul |

### Doppel
| Platz | Land                   | Athletinnen                                                          |
| ----- | ---------------------- | -------------------------------------------------------------------- |
| 1     | Liechtenstein          | Stephanie Vogt Kathinka von Deichmann                                |
| 2     | Malta                  | Kimberley Cassar Elena Jetcheva                                      |
| 3     | Zypern Republik Island | Mara Argyriou Ioanna-Nena Savva Sandra Dis Kristansdottir Iris Staub |

## Mixed
| Platz | Land                   | Athleten                                                                        |
| ----- | ---------------------- | ------------------------------------------------------------------------------- |
| 1     | Liechtenstein          | Stephanie Vogt Jirka Lokaj                                                      |
| 2     | Luxemburg              | Claudine Schaul Mike Vermeer                                                    |
| 3     | Zypern Republik Monaco | Ioanna-Nena Savva Filippos Tsangaridis Louise-Alice Gambarini Benjamin Balleret |

## Medaillenspiegel
| Platz | Land          | Gold | Silber | Bronze | Gesamt |
| ----- | ------------- | ---- | ------ | ------ | ------ |
| 1     | Liechtenstein | 3    | 1      | 2      | 6      |
| 2     | Monaco        | 1    | 1      | 2      | 4      |
| 3     | San Marino    | 1    | 1      | -      | 2      |
| 4     | Luxemburg     | -    | 1      | 2      | 3      |
| 5     | Malta         | -    | 1      | 1      | 2      |
| 6     | Zypern        | -    | -      | 2      | 2      |
| 7     | Island        | -    | -      | 1      | 1      |